# DC One Million
DC One Million è un crossover dei fumetti della DC Comics, ospitato su una miniserie omonima e su albi speciali della maggior parte delle testate pubblicate dalla casa editrice nel novembre 1998. Il suo fulcro consisteva nella rappresentazione dell'universo DC nell'853º secolo, scelto in base al calcolo secondo cui in quel periodo la DC Comics avrebbe pubblicato il numero 1.000.000 di una sua serie regolare.
La miniserie principale era scritta da Grant Morrison e disegnata da Val Semeiks.